# Wulfsige I. (Sherborne)
Wulfsige I. († zwischen 892 und 901) war Bischof von Sherborne. Er wurde zwischen 881 und 889 zum Bischof geweiht und trat sein Amt im gleichen Zeitraum an. Er starb zwischen 892 und 901.